# NIT2
NIT2 (англ. Nitrilase family member 2) – білок, який кодується однойменним геном, розташованим у людей на 3-й хромосомі. Довжина поліпептидного ланцюга білка становить 276 амінокислот, а молекулярна маса — 30 608.
| 10         |  | 20         |  | 30         |  | 40         |  | 50         |
| ---------- |  | ---------- |  | ---------- |  | ---------- |  | ---------- |
| MTSFRLALIQ |  | LQISSIKSDN |  | VTRACSFIRE |  | AATQGAKIVS |  | LPECFNSPYG |
| AKYFPEYAEK |  | IPGESTQKLS |  | EVAKECSIYL |  | IGGSIPEEDA |  | GKLYNTCAVF |
| GPDGTLLAKY |  | RKIHLFDIDV |  | PGKITFQESK |  | TLSPGDSFST |  | FDTPYCRVGL |
| GICYDMRFAE |  | LAQIYAQRGC |  | QLLVYPGAFN |  | LTTGPAHWEL |  | LQRSRAVDNQ |
| VYVATASPAR |  | DDKASYVAWG |  | HSTVVNPWGE |  | VLAKAGTEEA |  | IVYSDIDLKK |
| LAEIRQQIPV |  | FRQKRSDLYA |  | VEMKKP     |  |            |  |            |

A: Аланін

C: Цистеїн

D: Аспарагінова кислота

E: Глутамінова кислота

F: Фенілаланін

G: Гліцин

H: Гістидин

I: Ізолейцин

K: Лізин

L: Лейцин

M: Метіонін

N: Аспарагін

P: Пролін

Q: Глутамін

R: Аргінін

S: Серин

T: Треонін

V: Валін

W: Триптофан

Кодований геном білок за функціями належить до гідролаз, фосфопротеїнів. 
Задіяний у такому біологічному процесі, як ацетилювання. 
Локалізований у цитоплазмі.